# Mazcuerras
Mazcuerras ist eine Gemeinde in der spanischen Autonomen Region Kantabrien. Seit dem Erscheinen des Erfolgsromans La Niña de Luzmela von Concha Espina 1909 trägt die Gemeinde auch den Namen Luzmela. Sie liegt 46 Kilometer von der kantabrischen Hauptstadt Santander entfernt.

## Ortsteile
- Mazcuerras oder Luzmela (Ortskern)
- Villanueva de la Peña
- Cos
- Herrera de Ibio
- Riaño de Ibio
- Ibio
- Sierra de Ibio

## Bevölkerungsentwicklung
| 1900 | 1910 | 1920 | 1930 | 1940 | 1950 | 1960 | 1970 | 1980 | 1990 | 2000 | 2009 | 2019 |
| ---- | ---- | ---- | ---- | ---- | ---- | ---- | ---- | ---- | ---- | ---- | ---- | ---- |
| 1755 | 1757 | 1625 | 1676 | 1615 | 1796 | 1871 | 1939 | 1919 | 1848 | 1869 | 2087 | 2105 |

## Wirtschaft
Die traditionelle Wirtschaftstätigkeit dieser Gemeinde ist die Viehzucht und der Anbau von Blumen. Der Wirtschaftssektor befindet sich jedoch im Niedergang und die meisten Einwohner sind im tertiären Sektor beschäftigt, insbesondere im Gastgewerbe und im ländlichen Tourismus.